# Lizardo Rodríguez Nue
Lizardo Rodríguez Nue (ur. 30 sierpnia 1910, zm. ?) – peruwiański piłkarz, reprezentant kraju, grający na pozycji napastnika. 

## Kariera piłkarska
Nue w trakcie swojej przygody z piłką występował w Sport Progreso oraz Alianza Lima.
W 1930 został powołany przez trenera Francisco Bru na Mistrzostwa Świata. Podczas tego turnieju pełnił rolę zawodnika rezerwowego. Został też powołany na turniej Copa América 1935, podczas którego rozegrał jedyne spotkanie w drużynie narodowej. Był to rozegrany 13 stycznia 1935, przegrany 0:1, mecz z reprezentacją Urugwaju.
| Mecze i gole w reprezentacji | Mecze i gole w reprezentacji | Mecze i gole w reprezentacji | Mecze i gole w reprezentacji | Mecze i gole w reprezentacji | Mecze i gole w reprezentacji | Mecze i gole w reprezentacji |
| #                            | Data                         | Miasto                       | Przeciwnik                   | Gol                          | Wynik                        | Rozgrywki                    |
| ---------------------------- | ---------------------------- | ---------------------------- | ---------------------------- | ---------------------------- | ---------------------------- | ---------------------------- |
| 1.                           | 13.01.1935                   | Lima                         | Urugwaj                      |                              | 0:1                          | Copa América 1935            |